# Sacramentaire
Pour les articles homonymes, voir sacramentaires.
Le sacramentaire est un livre liturgique catholique contenant les prières et textes, réservé strictement aux célébrants, de l'Eucharistie et des autres sacrements (ordination, baptême) ou cérémonies (consécration d'église, exorcisme) où la présence d'un ministre ordonné prêtre ou évêque est requise. 
Le premier auteur du sacramentaire complet est de nos jours attribué au pape Gélase Ier, mais plusieurs textes furent édités plus tôt, sous pontificats de Damase Ier ainsi que de Léon Ier.

## Classification des sacramentaires anciens
Au regard des manuscrits les plus anciens, on peut en classifier en trois catégories /
 * : sacramentaire gélasien ;
** : sacramentaire grégorien (version du Vatican) ;
*** : sacramentaire grégorien (version remaniée en Gaule) ;
(° : voir article détaillé Sacramentarium Gregorianum Hadrianum) 
Comme la centralisation de la liturgie n'existait pas encore, jusqu'à celle de Charlemagne, il existait d'autres types de sacramentaire, tels le sacramentaire ambrosien, sacramentaire gallican.

## Sacramentaires notables

### VIesiècle-VIIesiècle
- [Sacramentaire dit prégélasien et prégrégorien] (sacramentaire hypothétique et perdu) ; d'après plusieurs indices des études (Antoine Chavasse 1958, Jean Deshusses 1992), origine du gélasien et du grégorien (évolués respectivement avec leurs objectifs différents) tandis que le léonien serait son extrait voir l'évolution
- Sacramentarium Leonianum du pape Léon Ier (440-461), Vérone, léonien ou Veronense en raison de la découverte du manuscrit au XVIIIe siècle dans cette ville[1] ; parfois appelé la collection de Vérone selon sa caractéristique archaïque[1]
- Sacramentaire gélasien du  pape Gélase Ier (492-496) * ; certains le datent du début du VIIIe siècle voire aux alentours de l'an 800 (Sacramentarium Gelasium) ; destiné aux paroisses romaines[3] ; forme quasi définitive au canon romain[1]

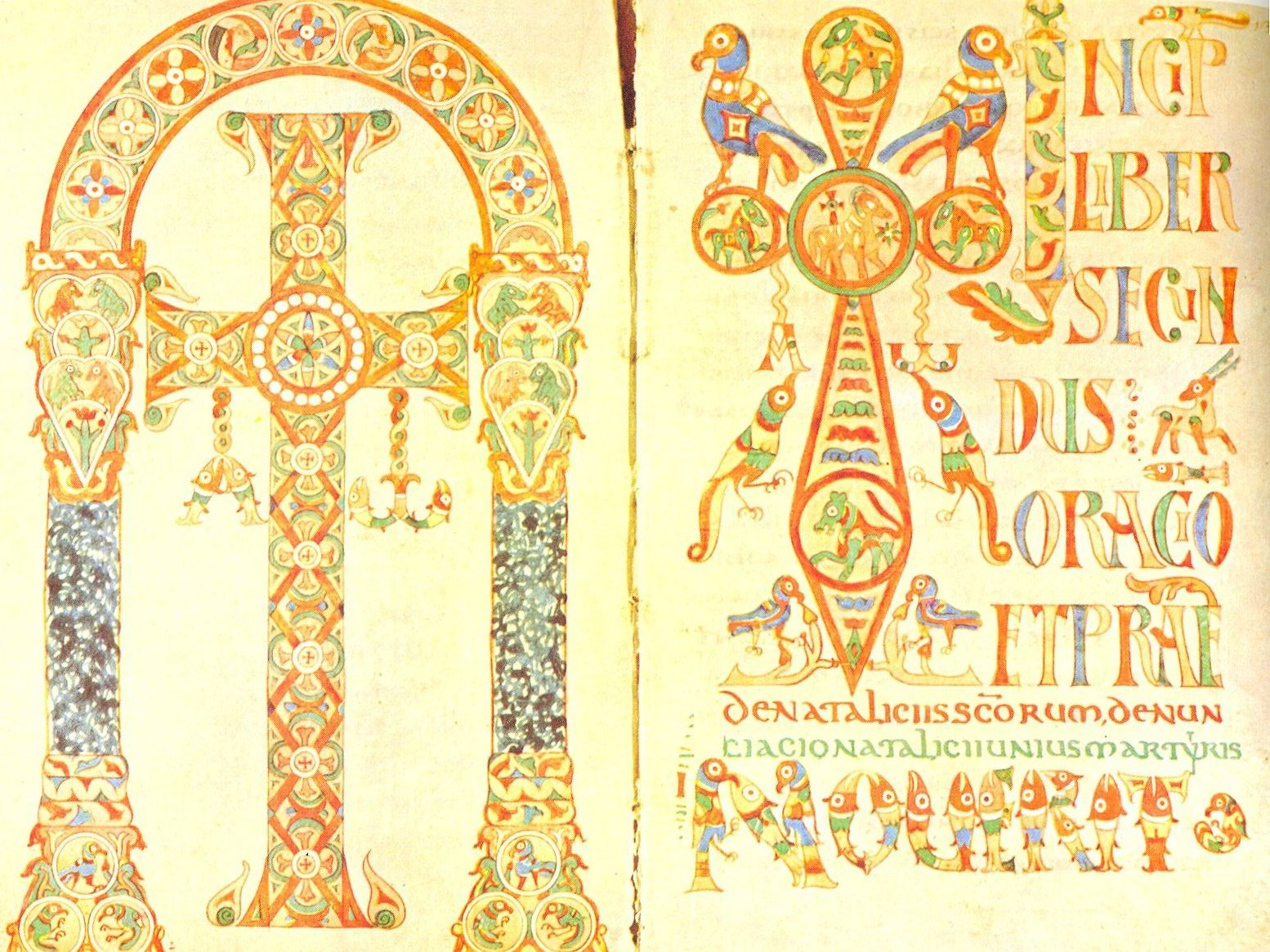
Sacramentarium Gelasium - Frontispice et Incipit
.

— Comparaison (collecte de la messe de Pâques)
Gélasien :
Deus qui per Unigenitum tuum æternitatis nobis aditum, devicta morte reserasti : da nobis, quæsumus, ut qui resurrectionis dominicæ solemnia colimus, per innovationem tui Spiritus a morte animæ resurgamus. (Dieu qui par votre Fils unique, vainqueur de la mort nous avez ouvert les portes de l'éternité ; accordez-nous, nous vous le demandons tandis que nous honorons les solennités de la résurrection du Seigneur, de ressusciter de la mort de l'âme par la rénovation acquise par le Saint-Esprit.)
Grégorien :
Deus qui hodierna die per Unigenitum tuum æternitatis nobis aditum, devicta morte reserasti : vota nostra quæ praveniendo aspiras, etiam adjuvando prosequere. (Dieu qui, en ce jour, par votre Fils unique vainqueur de la mort, nous avez ouvert les portes de l'éternité, daignez seconder de votre aide les vœux que d'avance vous nous inspiriez.) 

### VIIesiècle
- Sacramentaire  grégorien ** ; plus adaptés aux offices pontificaux ; aucun manuscrit ancien mais texte scientifiquement restauré avec le Liber Pontificalis ; évolué comme Hadrianum (voir ci-dessous),
- Sacramentaire de l'évêque Marinianus de Ravenne ((595-606/?),
- Sacramentaire Gallicanum VIIe siècle,

### VIIIesiècle
- Sacramentaire de Pépin le Bref (VIIIe siècle),
- Sacramentaire de Gellone * (Saint-Guilhem-le-Désert) (vers 780 ; gélasien[vl 1],[5]),
- Sacramentaire de l'évêque Aribon de Freising (†783),
- Sacramentaire de Rheinau * mais aussi *** (vers 795/800 ; intermédiaire du gélasien et du Hadrianum[6]),
- Sacramentaire d'Angoulême * (VIIIe siècle ou IXe siècle ; gélasien[5],[vl 2]),
- Sacramentaire de Monza *** (VIIIe siècle ou IXe siècle),

## Galerie

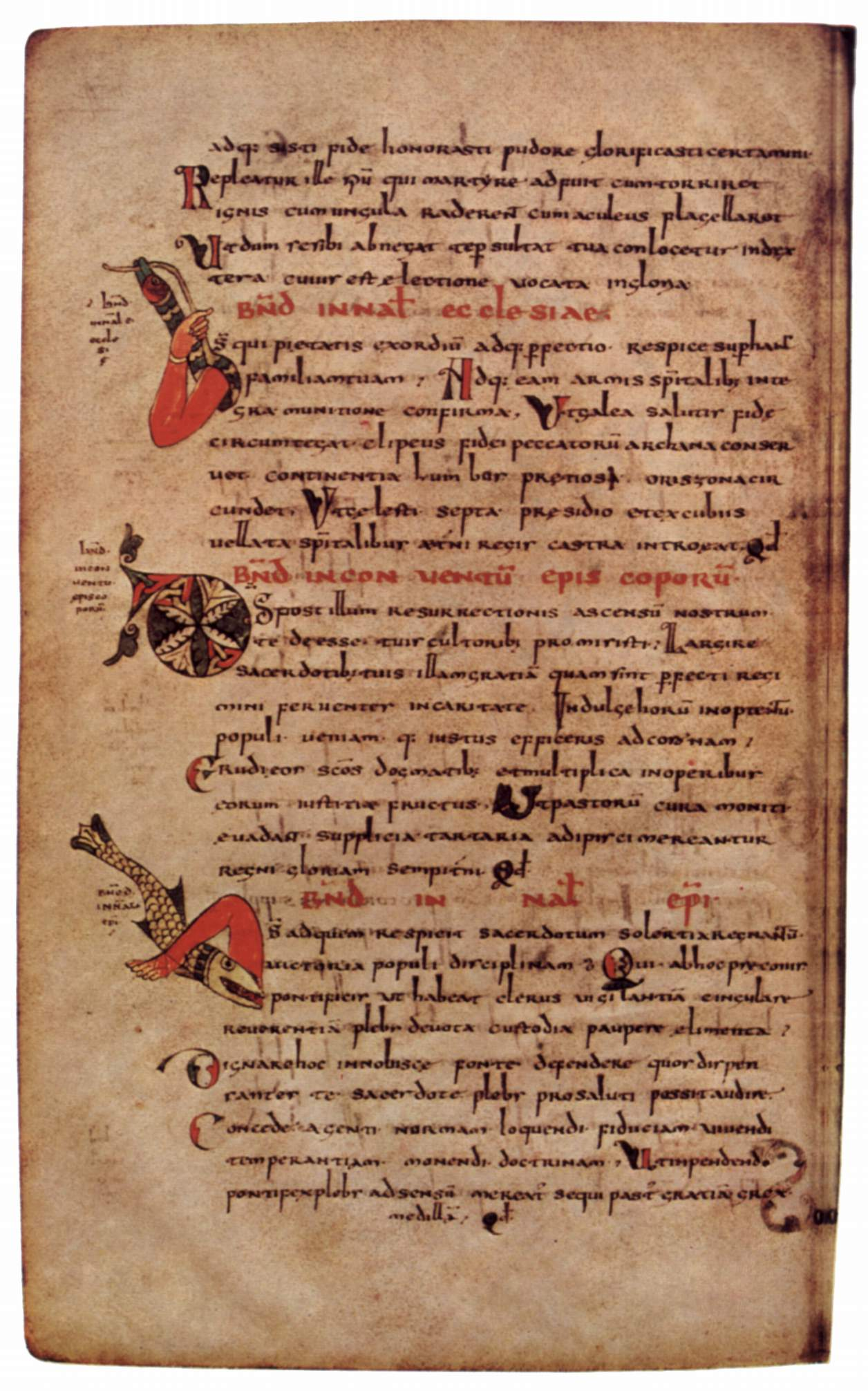
Sacramentaire de Gellone
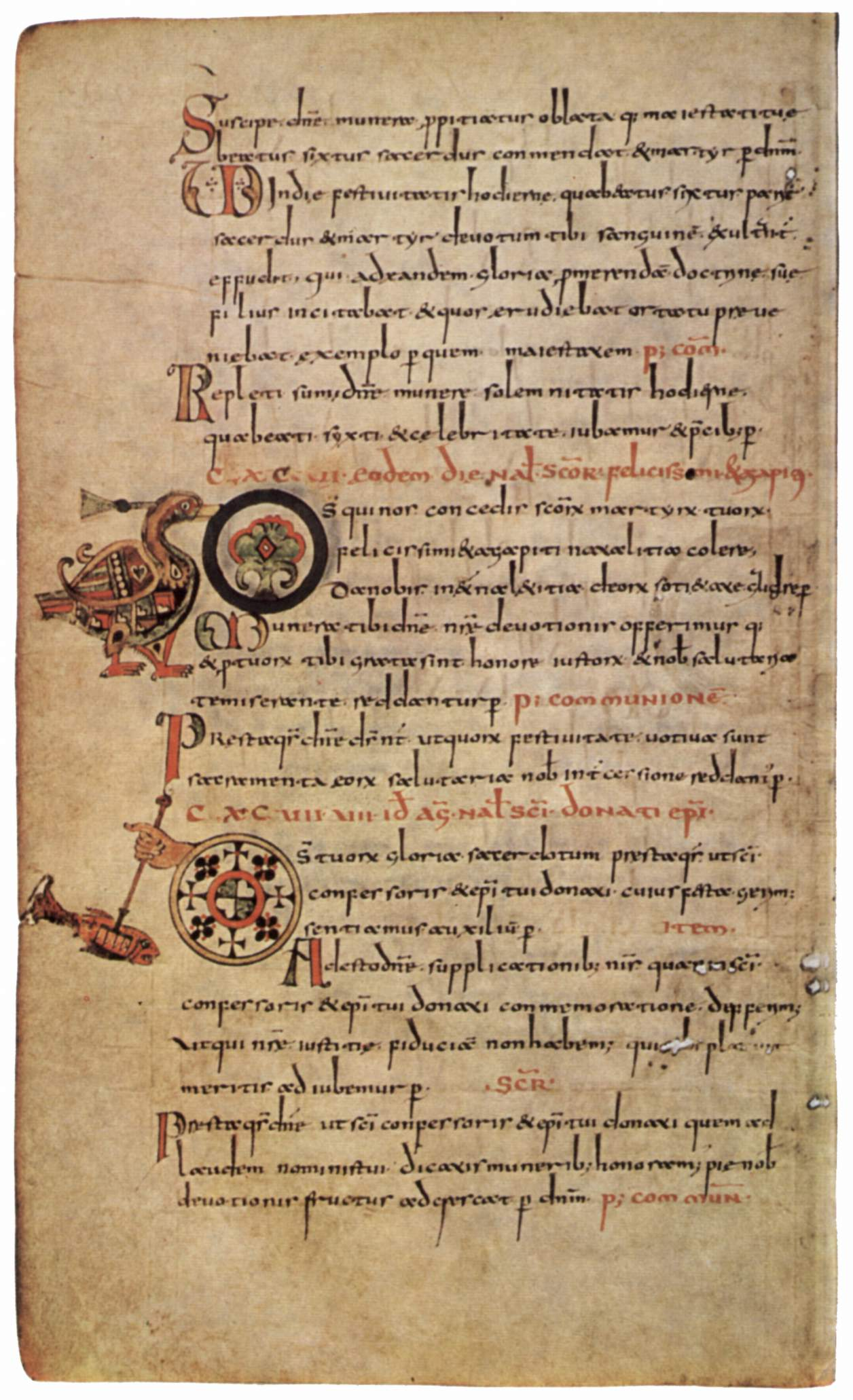
Sacramentaire de Gellone
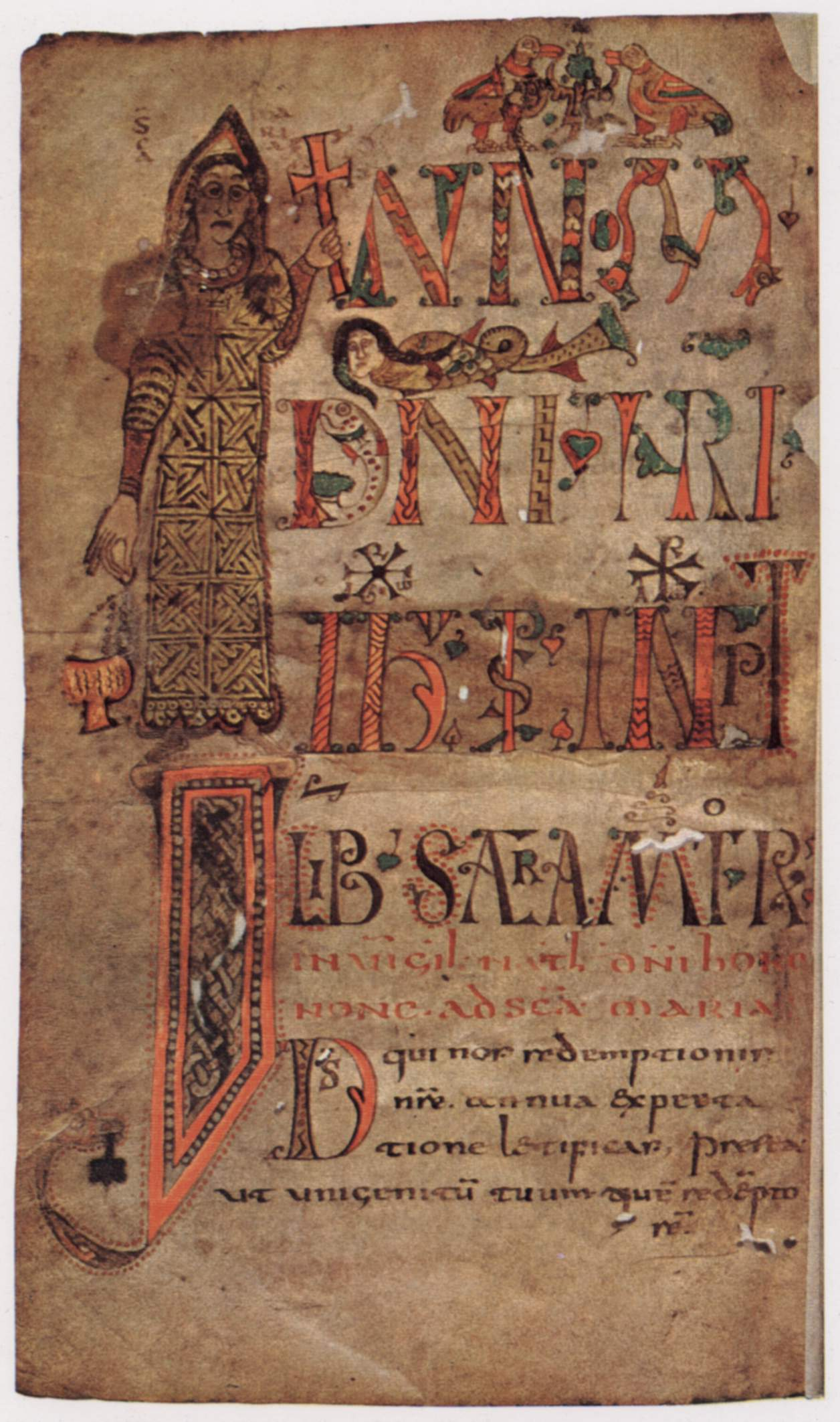
Sacramentaire de Gellone

### IXesiècle
- Sacramentaire d'Hildard ** ° (vers 811 ; une copie directe du sacramentaire donné par Adrien Ier, conservée à Cambrai),
- Sacramentaire d’Amiens *** (deuxième moitié du IXe siècle[vl 3]),
- Sacramentaire de l’Abbaye Saint-Alban de Mayence *** ° (IXe siècle/fin du XIe siècle/vers 1000),
- Sacramentaire de Trente (vers 825, Codex Tridentinus),
- Sacramentaire grégorien de Trente ** ° (première moitié du IXe siècle ; manuscrit sans cote ; copie tardive et fidèle au grégorien ancien type I (Latran))
- Sacramentaire d’Autun (vers 845; Codex Augustodunensis),
- Sacramentaire de Drogon *** (850 ; évêque Drogon a exercé de 823 à 855[vl 4]),
- Sacramentaire de Padoue ** ° (entre 840 et 850 ; Codex Paduensis ; seul manuscrit complet de grégorien type II),
- Sacramentaire de Charles le Chauve *** (deuxième moitié du IXe siècle),
- Sacramentaires de Vérone *** ° (manuscrits 86 et 91),
- Sacramentaire de Marmoutier *** ° (vers 845 ; une version de luxe),
- Sacramentaire de l'abbaye d'Echternach *** (fin du IXe siècle)[5],
- Sacramentaire de Bergame (deuxième moitié du IXe siècle ; sacramentaire ambrosien[5]).

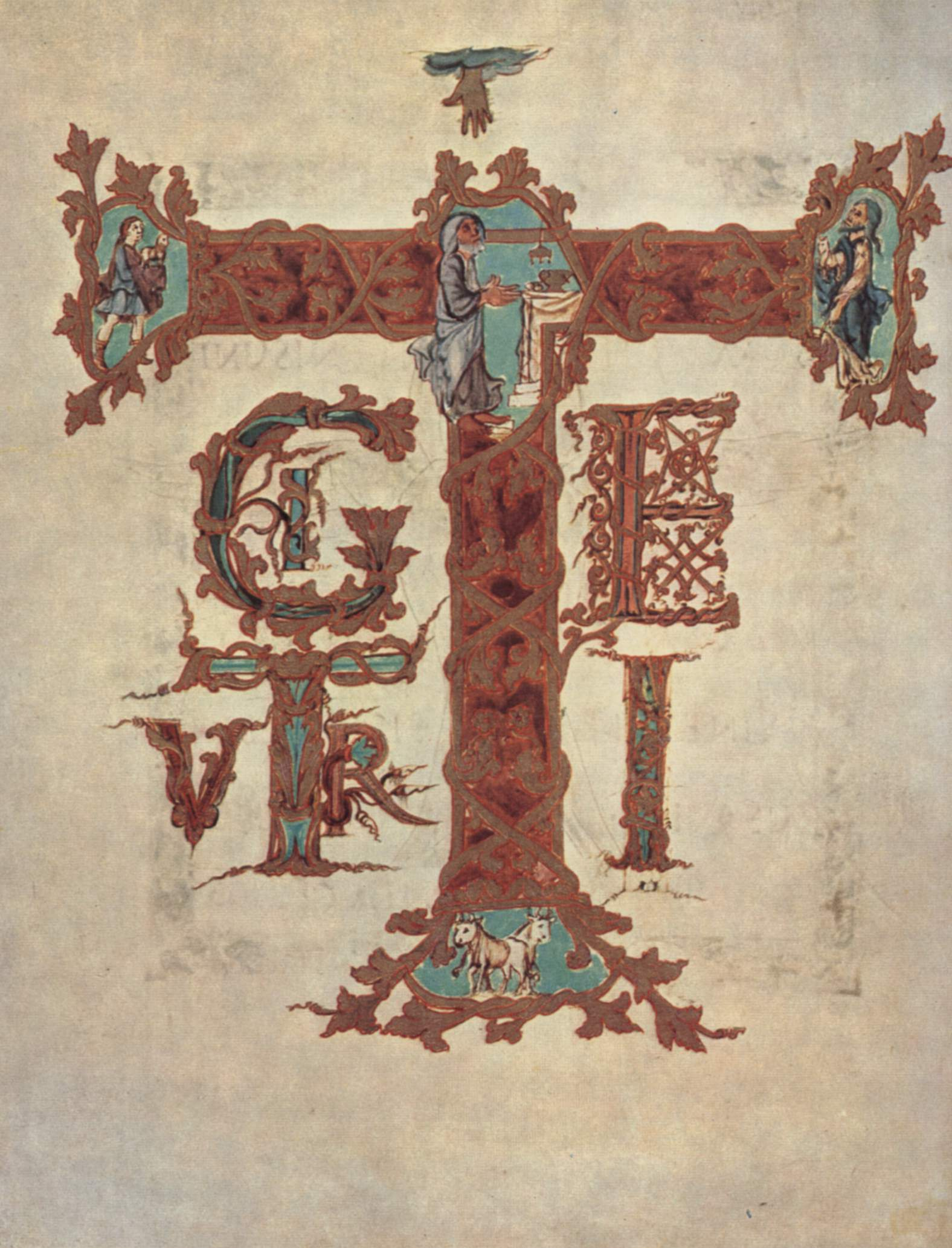
Sacramentaire de Drogon
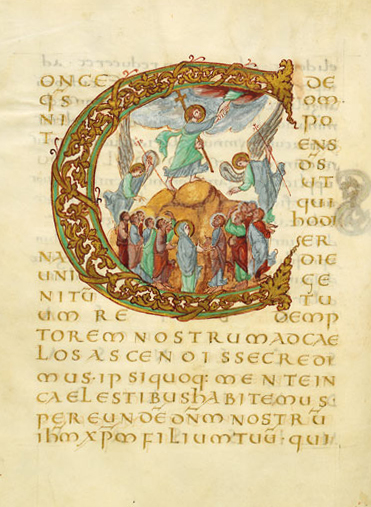
Sacramentaire de Drogon
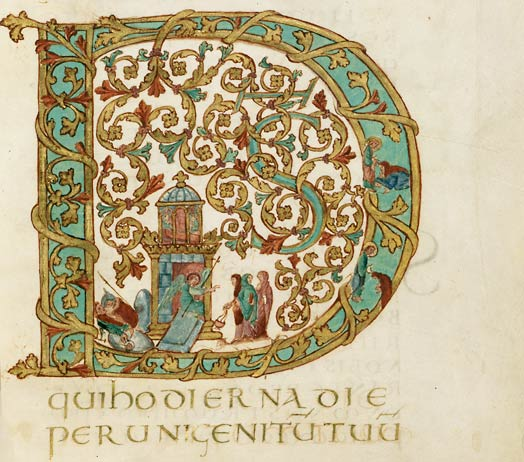
Sacramentaire de Drogon
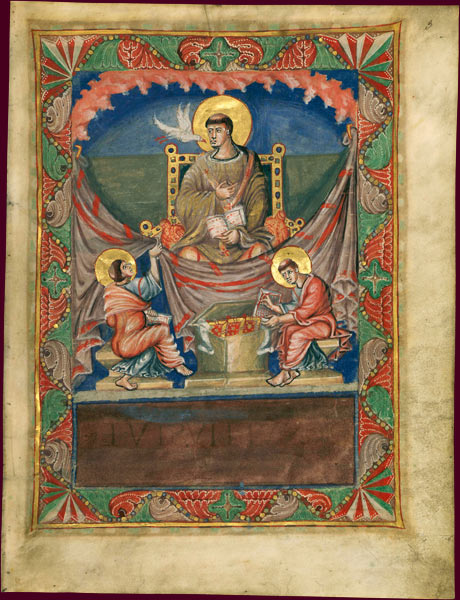
Sacramentaire de Charles le Chauve

Le IXe siècle s'illustrait de nombreuses copies de qualité de sacramentaire grégorien romano-franc. En effet, à la suite de l'Admonitio generalis ordonné par Charlemagne en 789, le rite romain devint obligatoire dans tout le royaume de ce souverain. Ce sacramentaire dit Hadrianum devint origine du Missel romain actuel :

### Xesiècle
- Sacramentaire de Pamélius *** (conservé à Cologne, début du Xe siècle ou plus tôt, base du sacramentaire de Jacques de Pamele publié en 1571),
- Sacramentaire de Petershausen *** (Reichenau, vers 970/980),
- Sacramentaire de Fulda ***, Udine (vers 975),
- Sacramentaire de Fulda *** (début du Xe siècle)[5],
- Sacramentaire de St. Géron (Cologne, entre 996-1002, sacramentaire gérmanique),
- Sacramentaire de Cahors[7],
- Sacramentaire de Sankt Paul im Lavanttal (Reichenau, vers 970).

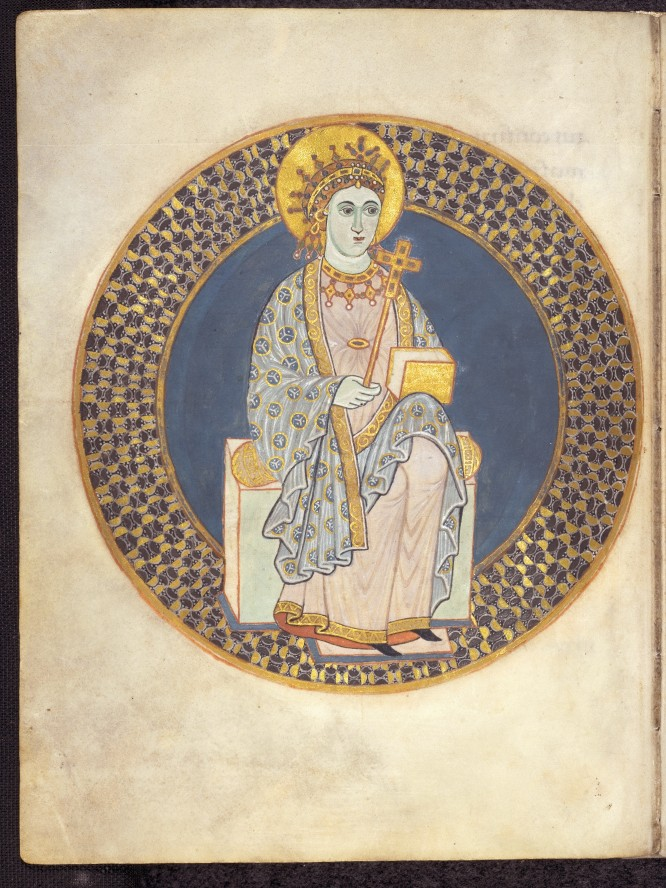
Sacramentaire de Petershausen
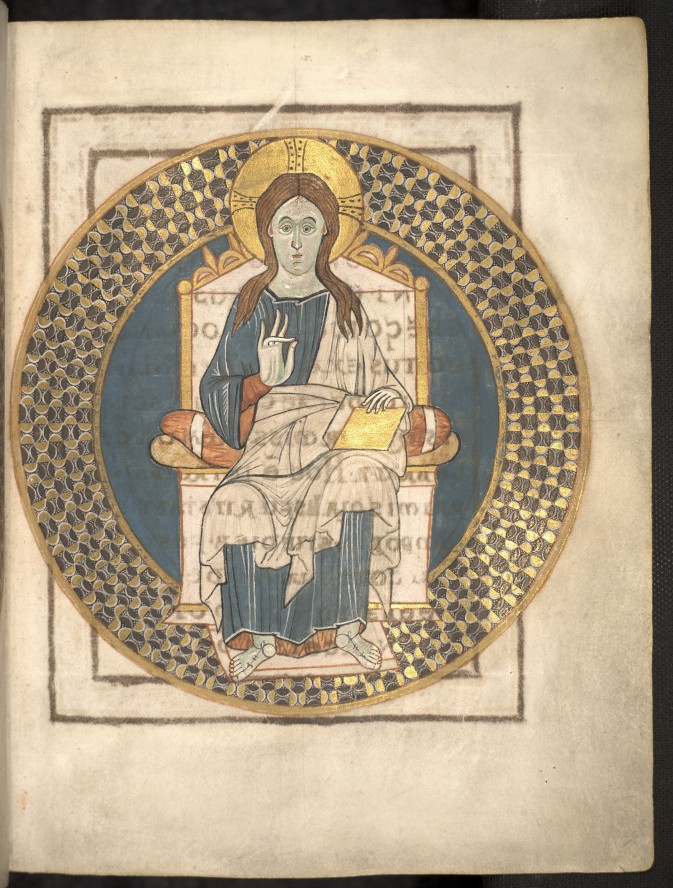
Sacramentaire de Petershausen
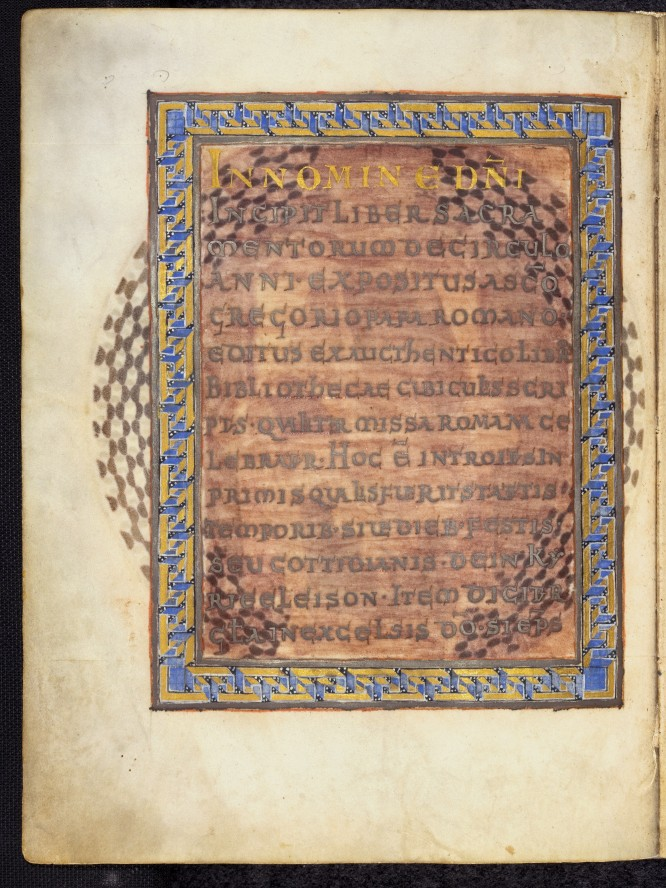
Sacramentaire de Petershausen
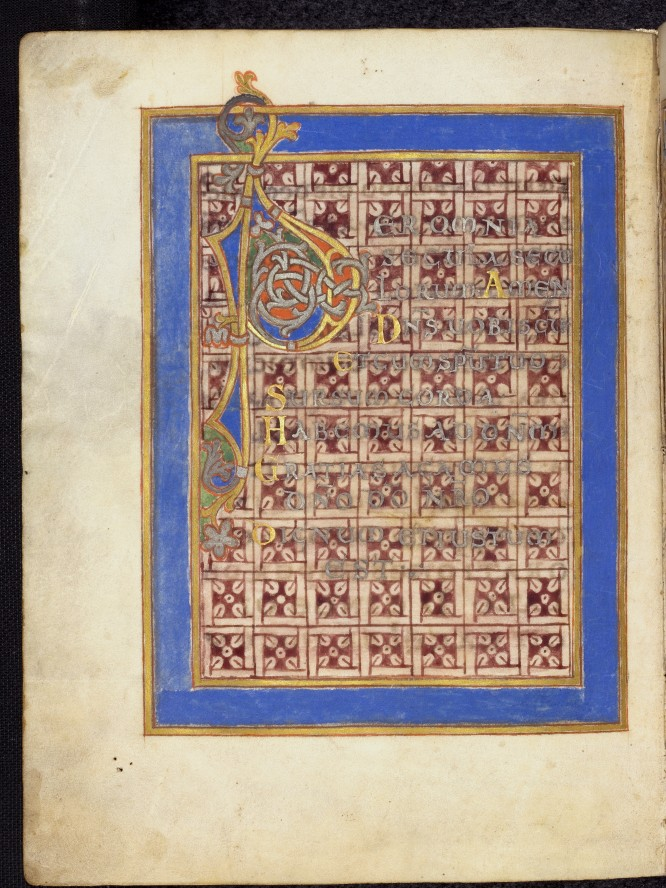
Sacramentaire de Petershausen
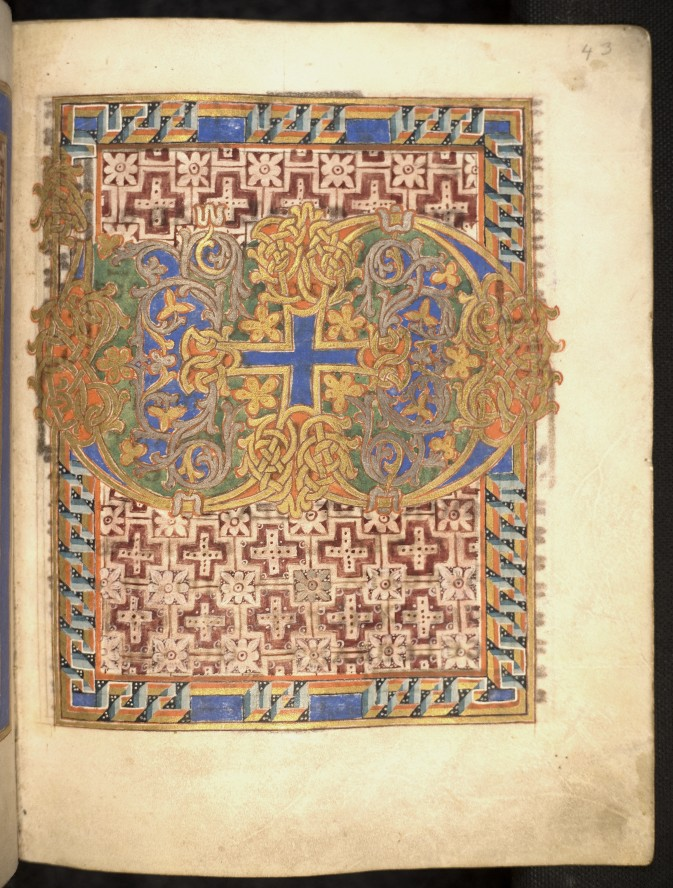
Sacramentaire de Petershausen
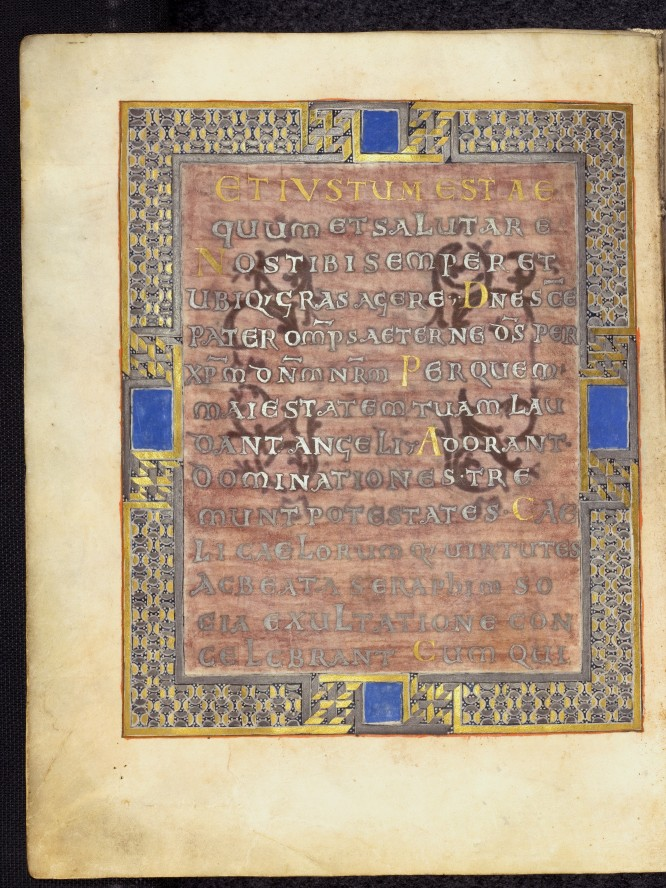
Sacramentaire de Petershausen
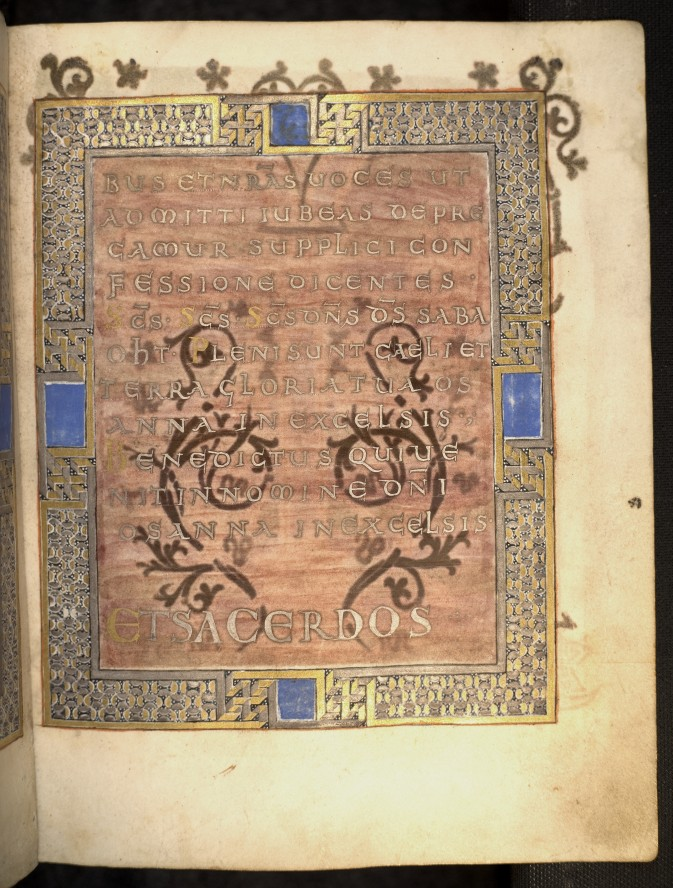
Sacramentaire de Petershausen
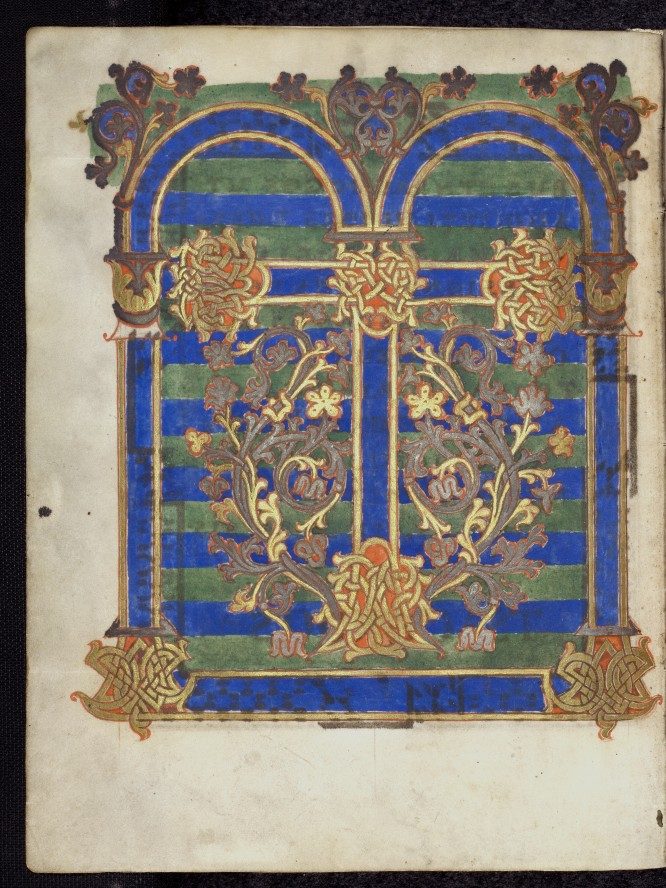
Sacramentaire de Petershausen
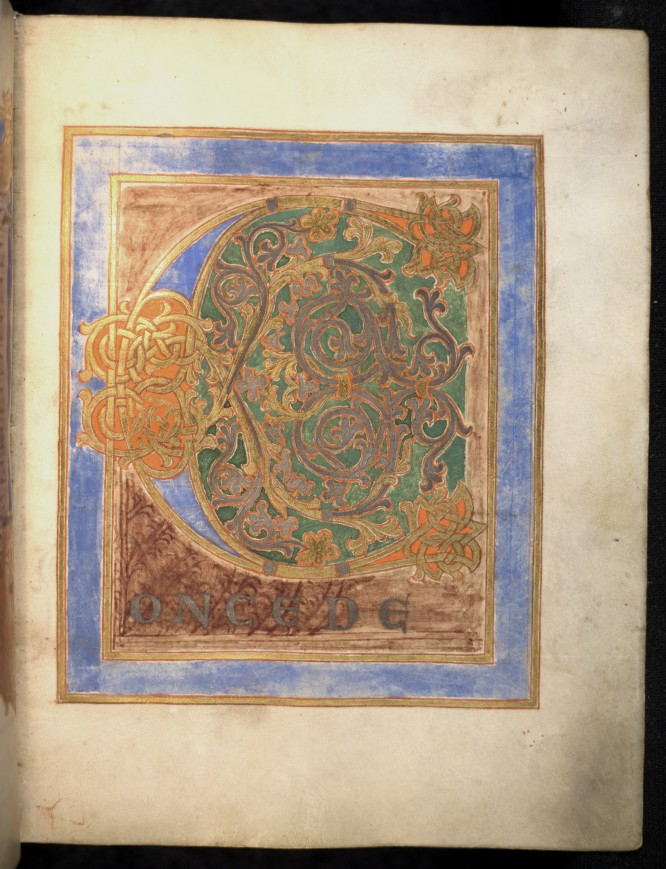
Sacramentaire de Petershausen
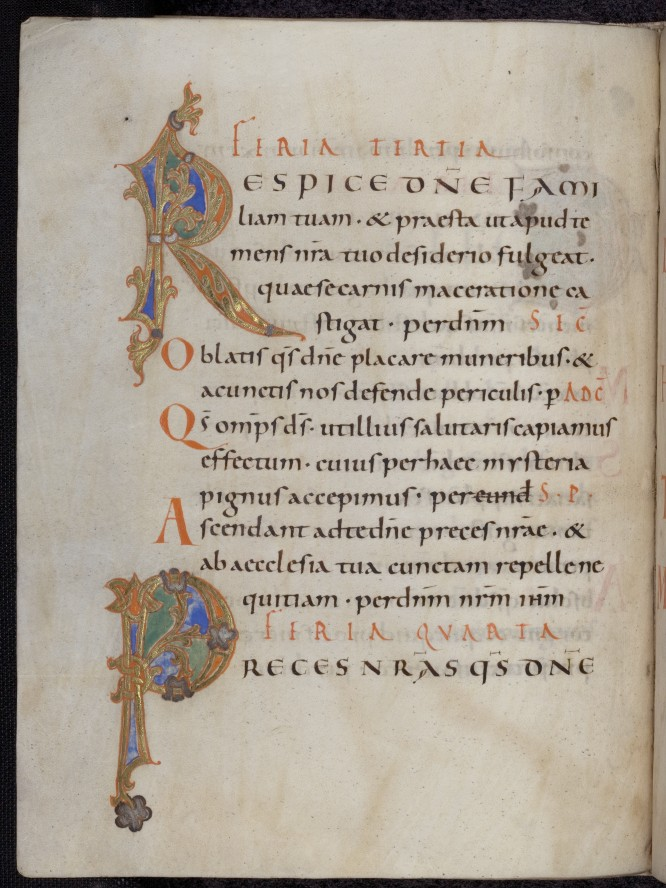
Sacramentaire de Petershausen
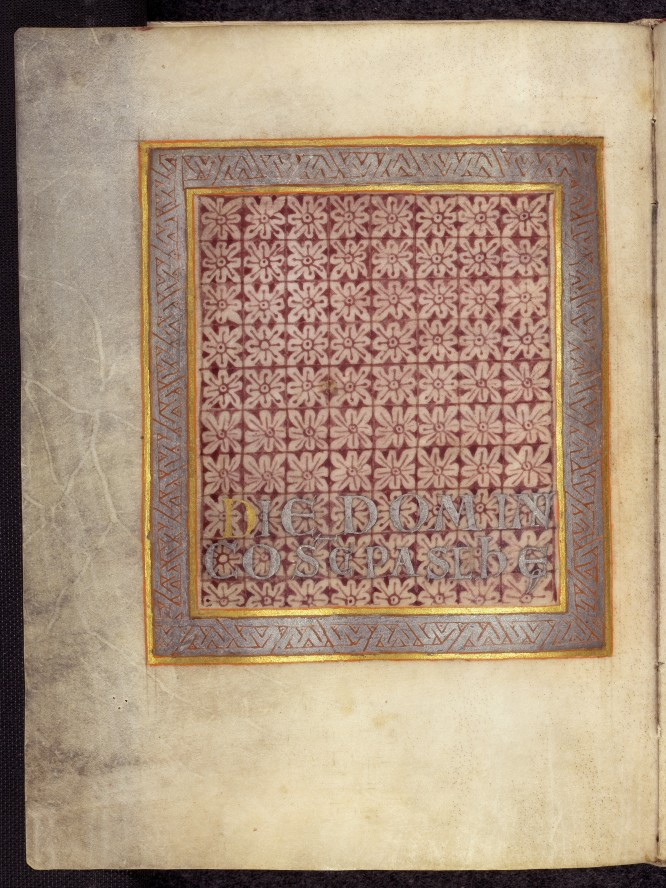
Sacramentaire de Petershausen
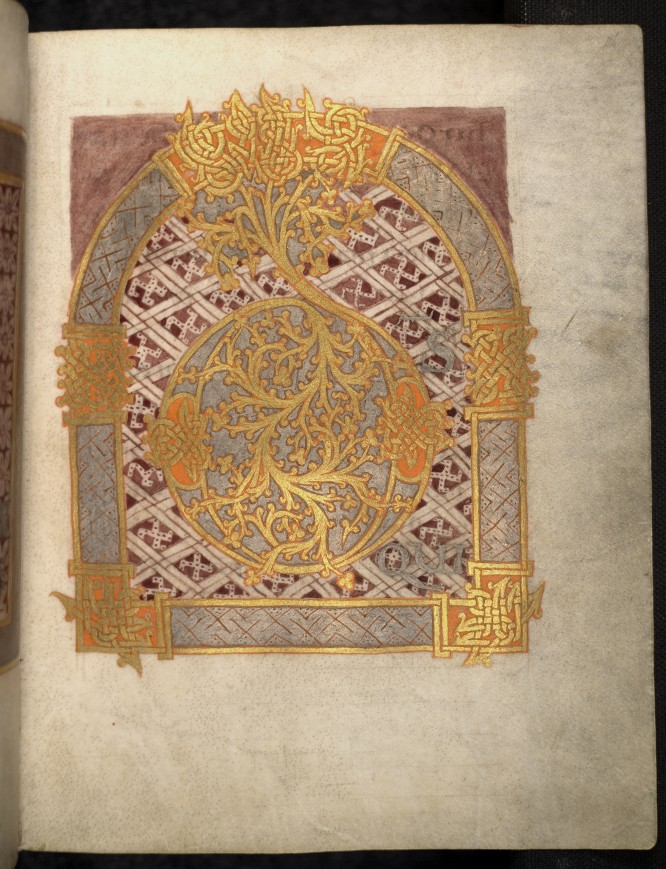
Sacramentaire de Petershausen
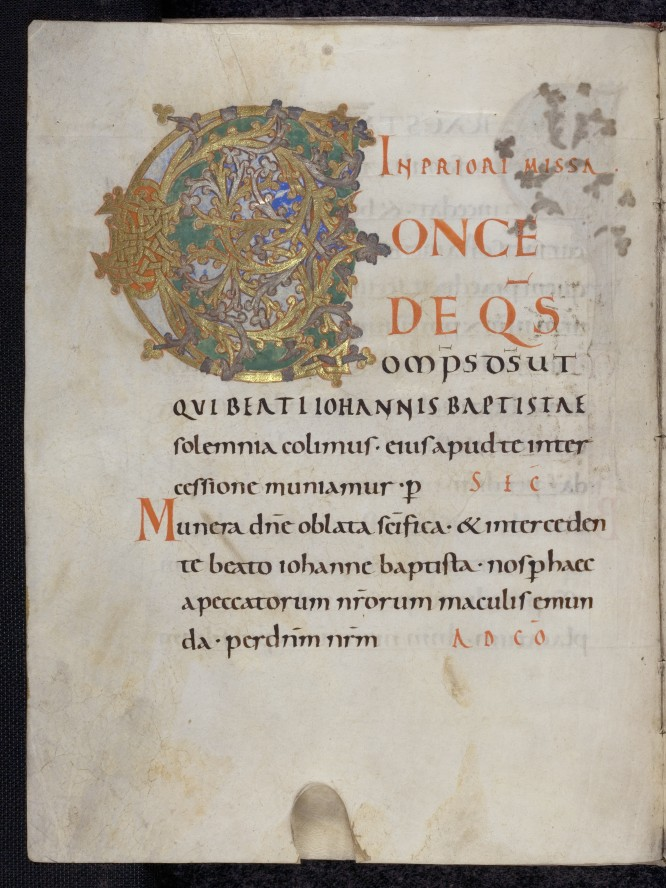
Sacramentaire de Petershausen
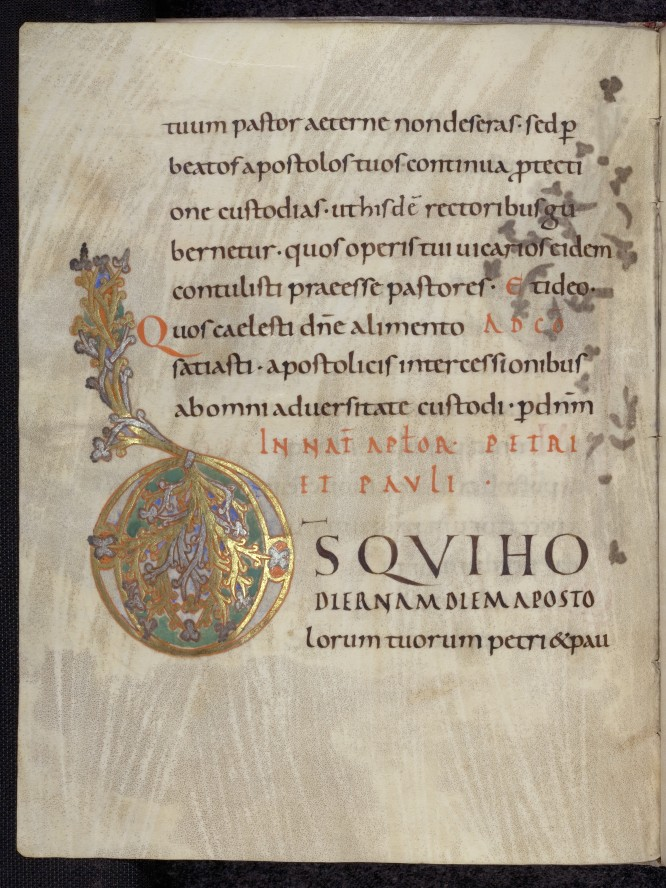
Sacramentaire de Petershausen
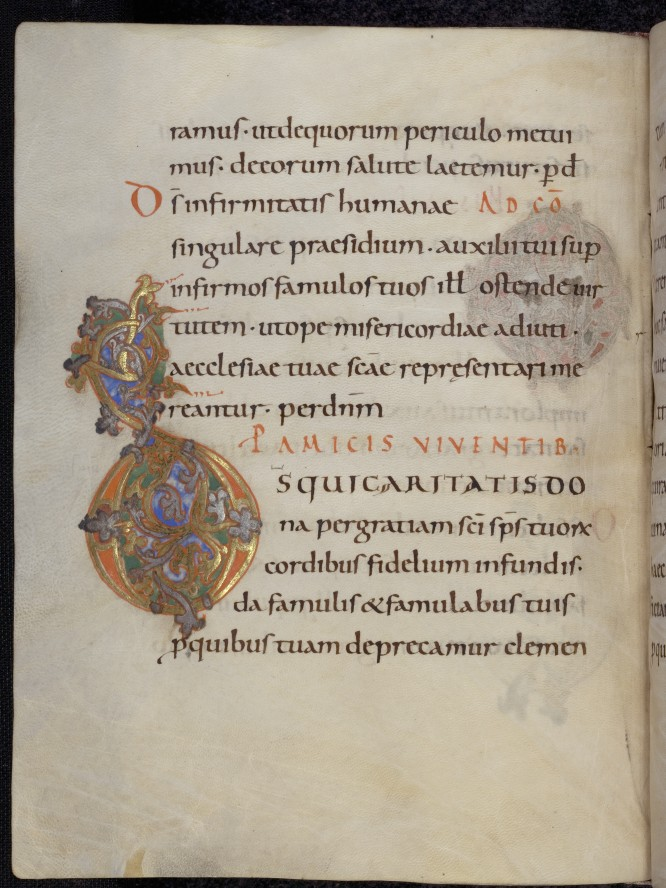
Sacramentaire de Petershausen
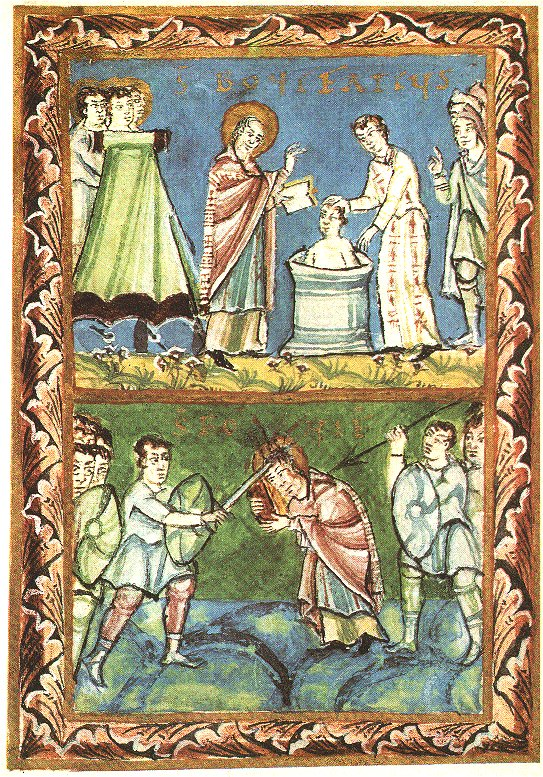
Vie de Saint Boniface sur le frontispice du sacramentaire de Fulda.
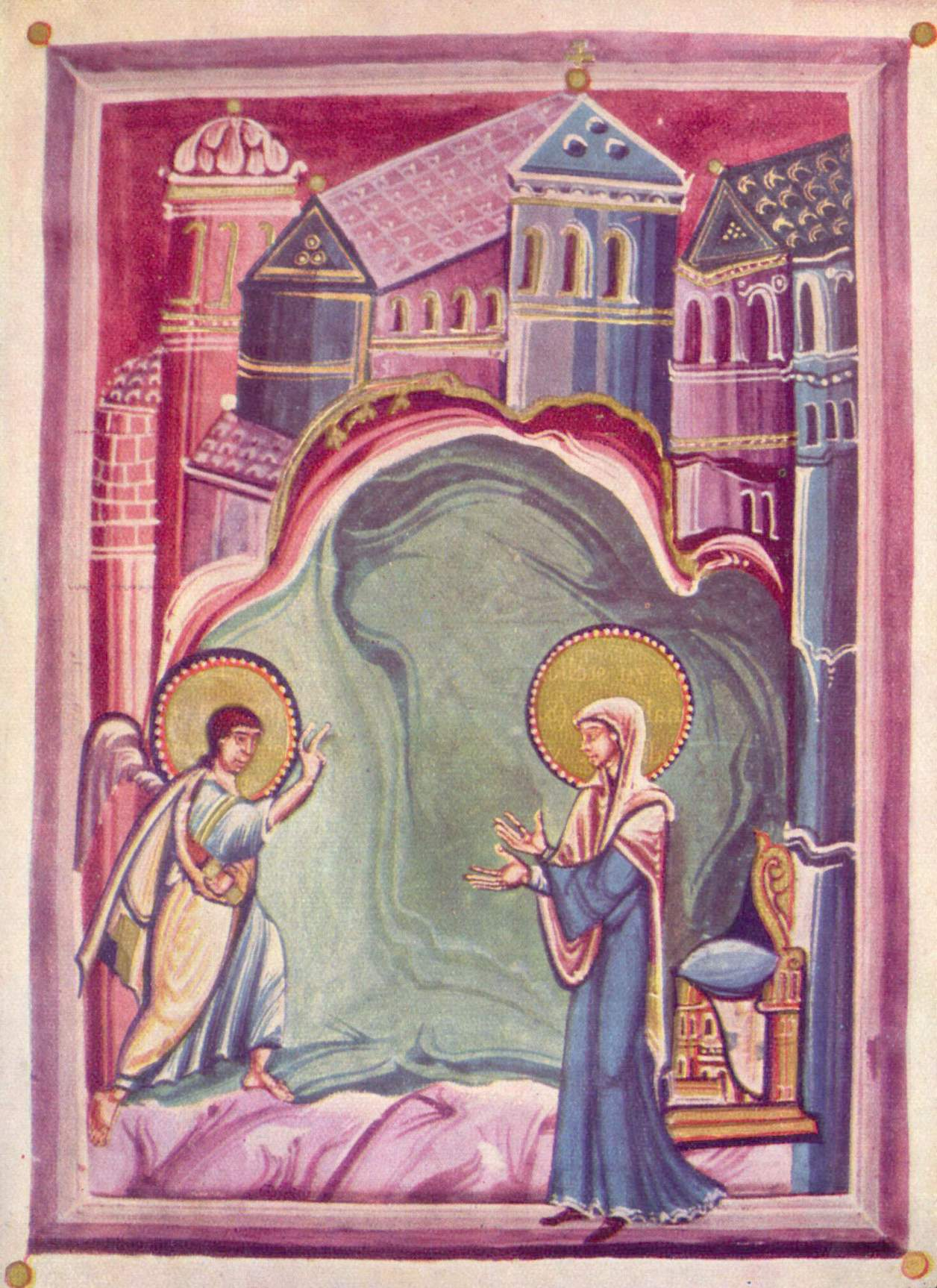
Sacramentaire de St. Gereon

## Autres sacramentaires

### XIesiècle
- Sacramentaire de Tyniec (XIe siècle)

### XIIesiècle
- Sacramentaire de Ratmann (XIIe siècle)
- Sacramentaire de Saint-Étienne de Limoges (XIIe siècle)

### XIIIesiècle
- Sacramentaire de Berthold (Weingarten, 1217-1232)